# Tamer Hashem
Tamer Atef Sayed Hashem (10 de marzo de 1982) es un deportista egipcio que compitió en taekwondo. Ganó dos medallas en el Campeonato Africano de Taekwondo en los años 2003 y 2005.

## Palmarés internacional
| Campeonato Africano | Campeonato Africano       | Campeonato Africano | Campeonato Africano |
| Año                 | Lugar                     | Medalla             | Categoría           |
| ------------------- | ------------------------- | ------------------- | ------------------- |
| 2003                | Abuya (Nigeria)           | Medalla de bronce   | –67 kg              |
| 2005                | Antananarivo (Madagascar) | Medalla de plata    | –67 kg              |